# Manic Eden
Manic Eden fue una banda de hard rock estadounidense conformada por miembros de Whitesnake como Adrian Vandenberg, Rudy Sarzo y Tommy Aldridge. En sus inicios, James Christian de House of Lords ofició como cantante, aunque tuvo un fugaz paso por la agrupación, por lo que fue reemplazado por el vocalista de Little Caesar, Ron Young.
La banda lanzó un álbum homónimo en 1994.

## Discografía
- Manic Eden (1994)